# Artículos de Schwabach
Los Artículos de Schwabach (en alemán: Schwabacher Artikel) fueron unos artículos escritos como una confesión de fe por Philipp Melanchthon, junto con Martín Lutero y posiblemente con Justus Jonas y otros teólogos de Wittenberg, Alemania, en julio de 1529. El documento se llama así porque fue presentado en una convención en Schwabach el 16 de octubre del mismo año. Posteriormente el contenido de este documento fue incorporado a la Confesión de Augsburgo escrita por Melanchthon en 1530.